# Rychelmy
Rychelmy Rocha Santos Silva, plus couramment appelé Rychelmy, né le 26 mai 2002, est un footballeur brésilien qui évolue au poste de latéral gauche au AA Maguary.

## Biographie

### AA Maguary (2024)
La carrière du joueur débute au sein de son pays natal, au Brésil, en jouant avec l'AA Maguary.

#### Prêt au Costa Rica EC (2024)
Le joueur est prêté en 2024 au Costa Rica EC,.

### FC Differdange 03 (depuis 2024)
En 2024, il s'engage avec le FC Differdange 03, champion en titre de BGL Ligue au Luxembourg.
À l'issue de la saison 2024-2025, le joueur remporte son premier titre de champion de sa carrière avec son nouveau club. 

## Palmarès
| FC Differdange 03 (2) :                                                        |
| ------------------------------------------------------------------------------ |
| - BGL Ligue (1) - Champion : 2025 - Coupe du Luxembourg (1) - Vainqueur : 2025 |